# الیزابت دمیلیتنر
الیزابت دمیلیتنر (آلمانی: Elisabeth Demleitner؛ زادهٔ ۲۳ سپتامبر ۱۹۵۲) لژسوار، و معمار اهل آلمان است.